# Bunkie
Bunkie és una població dels Estats Units a l'estat de Louisiana. Segons el cens del 2000 tenia 4.662 habitants.

## Demografia
Segons el cens del 2000, Bunkie tenia 4.662 habitants, 1.698 habitatges, i 1.198 famílies. La densitat de població era de 681,8 habitants/km².
Dels 1.698 habitatges en un 35,2% hi vivien nens de menys de 18 anys, en un 39,4% hi vivien parelles casades, en un 26,6% dones solteres, i en un 29,4% no eren unitats familiars. En el 26,3% dels habitatges hi vivien persones soles l'11,8% de les quals corresponia a persones de 65 anys o més que vivien soles. El nombre mitjà de persones vivint en cada habitatge era de 2,66 i el nombre mitjà de persones que vivien en cada família era de 3,22.
Per edats la població es repartia de la següent manera: un 30,3% tenia menys de 18 anys, un 9,1% entre 18 i 24, un 23,8% entre 25 i 44, un 20,6% de 45 a 60 i un 16,2% 65 anys o més.
L'edat mediana era de 35 anys. Per cada 100 dones de 18 o més anys hi havia 73,2 homes.
La renda mediana per habitatge era de 14.745 $ i la renda mediana per família de 23.448 $. Els homes tenien una renda mediana de 31.382 $ mentre que les dones 19.479 $. La renda per capita de la població era de 10.302 $. Entorn del 34,4% de les famílies i el 37,8% de la població estaven per davall del llindar de pobresa.

## Poblacions més properes
El següent diagrama mostra les poblacions més properes.